# 遅咲きのヒマワリ〜ボクの人生、リニューアル〜
『遅咲きのヒマワリ〜ボクの人生、リニューアル〜』（おそざきのヒマワリ ボクのじんせい、リニューアル）は、2012年10月23日から12月25日まで、フジテレビ系列「火9ドラマ」枠で毎週火曜日21:00 - 21:54（JST）に放送されたテレビドラマ。

## 概要
主演の生田斗真は本作がゴールデンタイムの連続ドラマ単独初主演となり、高知県四万十市の四万十川周辺を舞台とする男女7人の青春群像劇。第1話は第67回文化庁芸術祭参加作品として放送され、オープニングタイトルにクレジットされた。第67回文化庁芸術祭参加作品テレビ・ドラマ部門優秀賞受賞。
キャッチコピーは「美しくなんて、咲けない。」「僕らの価値って、何ですか。」

## あらすじ
大学卒業後、派遣社員を続けてきた小平丈太郎は派遣先より契約の終了を告げられ、恋人ともお互いの気持ちがすれ違い別れる。そんなとき、四万十市が臨時職員の地域おこし協力隊員を募集していることを知る。大学で研究医を続ける二階堂かほりは教授より出身地にある四万十中央市民病院へ赴任することを勧められる。
それぞれの事情で四万十市へ向かう丈太郎とかほりは、羽田から高知まで同じ飛行機に、また高知から中村までも同じ特急列車に乗り合わせる。高齢者の病院への送り迎えなどの日常業務に励む丈太郎は、ある夜、隣人であり、夕食に招待するなどして歓迎してくれた、一人暮らしの大村が自宅の居間で倒れているのを発見し、病院に運ぶ。当直をしていたかほりは救命措置を行うが、大村は助からなかった。丈太郎は、単なる補助業務だと思っていた自分の仕事が、命につながる仕事であることを知る。

## キャスト

### 主要人物
小平 丈太郎〈28〉
演 - 生田斗真（少年期：福崎那由他）
四万十市役所臨時職員。四万十市地域おこし協力隊隊員。栃木県宇都宮市出身。東京都の私立大学卒業。
誰とでも仲良くなれる大らかで善良な性格だが、物事を真剣に考えられない面が目立つ。派遣社員から社員登用目前で職を失い、貯金も底を突きそうな状況の中、インターネット上で「家賃激安5千円の古民家」というページを見つける。
そこには地域おこし協力隊募集要項も合わせて掲載されており、好条件な待遇に惹かれはしたが田舎に暮らさなければならないという条件に躊躇するが、今更職を選んでいる余裕がないことに気付き、応募することを決断する。
採用が正式に決まり、高知県四万十市における中山間地域に住む高齢者のサポートの仕事を任されることになった。役場から貸与された公用車の日産キャラバンワゴンで移動する。
二階堂 かほり〈28〉
演 - 真木よう子
四万十中央市民病院内科医師。高知県四万十市出身。東京都の私立大学卒業。公立進学校である県立四万十南高校を卒業後、東京の大学へ進学。
癌の免疫治療研究で結果を残すために将来を見据えて、アメリカ国立癌研究所と太いパイプを持つ東京医療科学大学がん研究センターで研究に邁進してきたが、突然上司から地元である四万十市の市民病院へ赴任するよう命じられて、研究者の道を絶たれて都落ちのように地元へ戻る。丈太郎と東京から地元まで同じタイミングで帰って来る。
藤井 順一〈30〉
演 - 桐谷健太
四万十市地域おこし協力隊隊長。高知県四万十市出身。地元の高校を卒業。
四万十市中村の天神橋商店街にある家業の金物店を手伝いながらボランティアで町の地域おこしに関わり、観光客にカヌーを教えている。
東京への憧れを押し殺して、実家を手伝い修学旅行以外では、四国を出たことがないが、次に四国を出る時は新婚旅行と決めている。
閉店が相次いでいる商店街に危機感を募らせ、商店街の空き店舗を有効活用する「天神橋商店街復興プロジェクト」を2年前から計画していた。サーフィンを楽しむ若者向けにターゲットを絞った格安の宿泊施設を立ち上げる計画を商店主たちに説明するが無謀な計画だと聞き入れて貰えなかった。
森下 彩花〈30〉
演 - 香椎由宇
四万十中央市民病院看護師。高知県高知市出身。
病院まで原付バイクで通勤する。明日中でも閉鎖する科があってもおかしくない状況下で、簡単な縫合や外科的な治療を率先し治療してもらわないと患者が行き場所を失い困ってしまうとかほりに進言する。
松本弘樹と同棲している。毎月16日にはある場所に行っている。
松本 弘樹〈28〉
演 - 柄本佑
理学療法士の資格を取得せず、2年間、理学療法士アシスタントとして四万十中央市民病院のリハビリ科に勤めている。高知県四万十市出身。高知市内の大学を卒業。
かほりの高校時代の同級生で恋人でもあったが、卒業と同時に自然消滅した。現在、彩花のアパートで同棲している。
公立進学校である県立四万十南高校の野球部時代に4番ピッチャーとして甲子園の県大会決勝まで進み、地元では「4番ピッチャー 松本弘樹」の名前で覚えられている。
今井 春菜〈25〉
演 - 木村文乃
父親が経営しているしまんと今井不動産に勤務。高知県四万十市出身。高知聖蘭女子短期大学卒業。市会議員の父親から買い与えてもらった赤い日産フェアレディZに乗っている。
丈太郎が住む古民家の管理をしており、不必要な世話を焼いている。父親が決めた婚約者と結婚したくないという強い思いを持つ。
島田 さより〈30〉
演 - 国仲涼子（友情出演）
地元にあるスーパーしまんとでパートとして働いている。夫は銀行員。かほりの姉。高知県四万十市出身。地元の高校を卒業。順一の高校時代の同級生。
高校時代はファンクラブがあり、58名の会員がいた。高校卒業後は地元の役場へ勤め、見合いで久志と出会い結婚をした。自分の決めた道を進み職がある妹を羨ましく思い、現在の閉塞感がある暮らしに満足していない。

### 四万十市民

#### 四万十市役所
日下 哲也〈45〉
演 - 松重豊
地域おこし課課長。丈太郎の上司で独身。岡山県出身で高知市内の大学を卒業する。
住民は非常に狭い地域で暮らしているから、良い噂も悪い噂もすぐに広まってしまうので気をつけるようにと丈太郎に忠告する。
大学時代に「モテ期」があり、当時交際していた四万十出身の女の子を追って四万十市へやって来た。彼女とは暫くして破局するが、そのままの流れで居ついてしまい役所に就職する。

#### 四万十中央市民病院
青山 薫
演 - 田口淳之介（当時：KAT-TUN）
看護師。かほりの投げやりな勤務態度に苦言を呈する。
藤田 涼子
演 - 桜井ひかり
新人看護師。かほりの指示間違いに気づかず、言われた通りの点滴の分量を投与し、患者の命を危険に晒す。
鈴木 弘美
演 - 松本じゅん
青山の先輩看護師。かほりのことを指して、使いものにならない医師が赴任してきたと陰口を叩いている。
木下 和真
演 - 荒木誠
理学療法士。弘樹の上司。

#### 曽我野地区の住民
大村 郁子
演 - 倍賞美津子（第1話）
丈太郎の隣人。家の前に花壇を作り子供のように可愛がっている。心臓に持病があり、丈太郎が倒れているところを発見し病院に連れていくがすでに手の施しのようがなく他界する。
大河内 欣治
演 - ミッキー・カーチス
お風呂場で転倒し、農作業が出来ない状態になり、歩けるようになるにはリハビリが必要だがそれを拒んでいた。
最愛の妻が亡くなったときに意気消沈して米作りを辞めようとしていたが、弘樹が甲子園のマウンドで必死に頑張っている姿を見て、やる気を取り戻す。いつしか「4番ピッチャー 松本弘樹」は心の支えになっていた。
市川 芳子
演 - 阪上和子
理髪店主
演 - 山上賢治
住民
演 - 伊藤幸純
井上 幸子
演 - 小貫加恵
豊田 純子
演 - 島ひろ子

#### 主要人物の家族
二階堂 隆三〈58〉
演 - 佐戸井けん太
さより・かほりの父親。
二階堂 とき子
演 - 朝加真由美
さより・かほりの母親。
島田 久志〈35〉
演 - 矢柴俊博
地元の信用金庫に勤務するさよりの夫。
島田 芽衣〈8〉
演 - 庵原涼香
さより・久志の長女。
島田 結衣〈5〉
演 - 高嶋琴羽
さより・久志の次女。
藤井 利男
演 - 嶋田久作
順一の父親。天神橋商店街にある「ふじい金物店」主人。息子のボランティア活動に快く思ってらず、売り上げが芳しくない金物店を年末で閉めようと決意する。
松本 明彦
演 - 日野陽仁
弘樹の父親。経営していた工務店が倒産してから働かなくなり、それから酒浸りの毎日でアルコール使用障害に陥る。
松本 三千子
演 - 兎本有紀
明彦の妻。弘樹の母親。
今井 貞夫
演 - 大石吾朗
四万十市内にある「しまんと今井不動産」社長で、四万十市議会議員。一人娘の春菜を溺愛し、過保護に育てる。大学に進学するときだけ、実家から離れることを許した。
今井 佳奈
演 - 長野里美
貞夫の妻。春菜の母親。

### 小平家
小平 正勝
演 - 螢雪次朗
栃木県宇都宮在住。丈太郎の父親。野球でアキレス健を切って入院している。
小平 夕子
演 - かとうかず子
丈太郎の母親。家族の状態に変化があっても丈太郎には知らせなかった。
小平 啓太郎
演 - 生田竜聖（フジテレビアナウンサー）（第1話）
市役所に勤め、妻と子供がいる。兄の丈太郎に比べて堅実な暮らしをしている。最近、親と同居を始める。

### その他
岡島 篤
演 - 中丸新将
東京医療科学大学がん研究センター教授。かほりの上司。

### ゲスト
紗江子
演 - 大塚千弘（第1話）
丈太郎の彼女。先行きが見えない丈太郎に愛想をつかして、一方的に別れを告げ、同棲していた家を出ていく。
松浦 徹
演 - 岡田浩暉（第4 - 6・8話）
春菜の元彼氏で妻帯者。高知聖蘭女子短期大学英語科講師。
松浦 美鈴
演 - 広山詞葉（第6・8話）
徹の妻。
梅本 裕之
演 - 夙川アトム（第7話）
梅本デンタルクリニック院長。春菜の見合い相手。

## スタッフ
- 脚本：橋部敦子
- 演出：石川淳一、植田泰史
- 音楽：海田庄吾
- 助監督：山内大典
- 音響効果：猪俣泰史
- 視覚効果：江崎公光
- タイトルバック：鈴木鉄平
- 方言指導：荒木誠
- 音楽協力：吉田雅裕、川口真太郎
- 医療監修：佐々木理恵
- スタントコーディネート：ケン・スタントクリエーション
- プロデュース：成河広明、小林宙、江森浩子
- プロデューサー補：廣岡美代
- 制作：フジテレビ
- 制作・著作：共同テレビ

## 音楽
オープニング曲
- MONGOL800「あなたに」

生田ら主要キャスト7人が歌っている（第4話のみエンディング）。快進のICHIGEKIがバックの演奏を担当した。CD化の予定はなし。最終回のオープニングでは、2012年12月1日に番組ロケ地であった四万十市内の四万十川河川敷（赤鉄橋下）で、出演者7人と、市民や一般視聴者募集型のイベント「遅咲きのヒマワリ・君に会いたいフェス」での合唱シーン（参加者が黄色いハンカチを振る様子）が挿入された。
主題歌
- Mr.Children「常套句」（トイズファクトリー）

## 放送日程
| 各話                                                      | 放送日   | サブタイトル                                    | 演出     | 視聴率 |
| --------------------------------------------------------- | -------- | ----------------------------------------------- | -------- | ------ |
| 第1話                                                     | 10月23日 | 30歳目前。オレの人生やり直せますか?             | 石川淳一 | 13.5%  |
| 第2話                                                     | 10月30日 | オレの人生、花開く瞬間はありますか?             | 石川淳一 | 09.9%  |
| 第3話                                                     | 11月06日 | 恋をはじめるのに、理由が必要ですか?             | 植田泰史 | 08.0%  |
| 第4話                                                     | 11月13日 | 大切な人の気持ち、判っていますか?               | 植田泰史 | 08.9%  |
| 第5話                                                     | 11月20日 | 必死に頑張るのってカッコ悪いですか?             | 石川淳一 | 09.3%  |
| 第6話                                                     | 11月27日 | 恋も人生も答えなんて見つかりますか?             | 石川淳一 | 08.6%  |
| 第7話                                                     | 12月04日 | 誰かを想う気持ち、持ち続けていますか            | 植田泰史 | 07.8%  |
| 第8話                                                     | 12月11日 | 気持ちを伝えると、何かが変わると思いませんか?   | 石川淳一 | 09.0%  |
| 第9話                                                     | 12月18日 | 自分がやるべき事は最初から目の前にありませんか? | 植田泰史 | 08.7%  |
| 最終話                                                    | 12月25日 | 自分らしく咲ける日が来ること、信じていますか?   | 石川淳一 | 07.6%  |
| 平均視聴率 9.2%（視聴率は関東地区・ビデオリサーチ社調べ） |          |                                                 |          |        |

- 初回は21時 - 22時9分の15分拡大放送。

## 主なロケ先
高知県四万十を舞台にしていたために、四万十市を中心とした県内各地の自治体やフィルムコミッションなどの協力も得てロケが行なわれた。
- 高知県、四万十市、四万十市西土佐総合支所、四万十町、黒潮町、高知市、高知県観光コンベンション協会、四万十市観光協会、幡多広域観光協会、高知市観光協会
- JR四国、高知駅、土佐くろしお鉄道、中村駅、土佐電気鉄道、高知西南交通、日本航空、高知龍馬空港
- 四万十市役所、四万十市民病院、天神橋商店街、いちじょこさん市場、一條神社、サンリバー四万十、安並水車の里公園、新ロイヤルホテル四万十、中村城、香山寺、四万十川、沈下橋、四万十川橋（赤鉄橋）、四万十川屋形船、四万十カヌーとキャンプの里・かわらっこ、川辺のコテージ、道の駅四万十とおわ（おかみさん市）、なかひら（居酒屋）、ホームセンターマルニ、安並運動公園、土佐西南大規模公園大方地区、入野県立自然公園、入野海岸、名鹿漁港、名鹿海岸、藤ノ川自治会、 勝間自治会
- 高知城、はりまや橋、桂浜、高知大学医学部附属病院
- 日産自動車、日産サティオ高知、高知日産プリンス販売
- 千葉県市原市、木更津市、君津市、袖ケ浦市、館山市、流山市、富津市、南房総市、千葉県フィルムコミッション、流山市フィルムコミッション
- 栃木県宇都宮市、栃木県フィルムコミッション、宇都宮市商工会議所、宇都宮観光コンベンション協会